# Тихопольский сельский совет Харьковской области
Тихопольский сельский совет — входит в состав Лозовского района Харьковской области Украины.
Административный центр сельского совета находится в пгт Тихополье.

## История
- 1991 — дата образования.

## Населённые пункты совета
- село Тихополье
- село Благодатное
- село Лиман
- село Новая Мечебиловка